# 城巴55線
城巴55線是香港一條新界巴士路線，由城巴有限公司營辦，於2022年7月18日投入服務，來往屯門（菁田及和田）及觀塘碼頭，途經兆康苑、紅橋、屯門公路、龍翔道、大窩坪、黃大仙、鑽石山（只限回程）、彩虹 （只限去程）、九龍灣商貿區及觀塘商貿區，只於星期一至五上午和下午繁忙時間分別提供去程及回程服務，全程收費為$18.7。

## 歷史
運輸署在《2019－2020年度屯門區巴士路線計劃》中，建議開辦一條新巴士服務，於星期一至五（公眾假期除外）上午繁忙時間由屯門54區單向前往觀塘碼頭，途經兆康苑、屯門公路、龍翔道、黃大仙及九龍灣商貿區，以配合屯門第54區的人口發展，並決定以招標形式挑選合適的巴士公司營辦此線。
2020年12月，運輸署向區議會提交修訂方案，建議此路線增設星期一至五（公眾假期除外）下午繁忙時間往屯門54區之回程服務。
2021年8月，運輸署宣佈把此路線的專營權批予城巴，當中此線編號定為55。隨着位於屯門54區的和田邨及菁田邨於2022年7月陸續入伙，此線在同月17日正式投入服務。由於此線原定位於屯門區之起訖點欣寶路公共運輸交匯處受道路工程影響而需臨時停用，此線開辦初期需改以欣寶路近塘亨路為臨時起訖點，直至同年10月13日。城巴營運總裁李卓豪表示，新路線能為屯門居民提供直接及特快的巴士服務，隨着區內愈來愈多屋苑入伙，有信心於同年年末前將此線提升為全日服務。同年9月26日起，此路線增加班次至來回程各兩班，菁田邨開出時間為07:20及07:40，觀塘碼頭開出時間為17:40及18:00。同年11月21日起，此路線增加07:40及08:05由菁田邨開出，以及18:20及18:45由觀塘碼頭開出之班次。
2024年5月20日起，此路線於平日上午由菁田邨開出增至六班車，開出時間分別是06:30、06:50、07:05、07:20、07:40、08:05，以及新增與793線往返將軍澳的轉乘優惠。

## 服務時間及班次
55線星期一至五上午繁忙時間於由屯門開出六班常規班次，下午繁忙時間由觀塘開出四班常規班次，星期六、日及公眾假期不設服務，列表如下：
| 屯門（菁田及和田）開 | 觀塘碼頭開 |
| -------------------- | ---------- |
| 06:30                | 17:40      |
| 06:50                | 18:00      |
| 07:05                | 18:20      |
| 07:20                | 18:45      |
| 07:40                |            |
| 08:05                |            |

## 收費
55線全程收費為$18.7，並設12歲以下小童及65歲或以上長者半價優惠。60歲－64歲香港居民、65歲或以上長者與合資格殘疾人士如以指定八達通繳付此線的車資，可享有長者及合資格殘疾人士公共交通票價優惠計劃提供的$2票價優惠。乘客登車時需以現金或八達通卡繳付車資，不設找贖；而每位成人乘客可免費帶同最多兩名四歲以下而且不佔座位的兒童乘車。此外，乘客亦可使用指定電子支付工具繳付車資，使用此支付方式的乘客可享有與其他城巴獨營路線或聯營線城巴班次之轉乘優惠，惟不適用於與非城巴路線之轉乘優惠，乘客亦不能享有「公共交通費用補貼計劃」及「長者及合資格殘疾人士公共交通票價優惠計劃」。
55線沿途單向分段收費如下：
| 上車地點＼落車地點 | 觀塘碼頭 | 屯門（菁田及和田） |
| ------------------ | -------- | ------------------ |
| 畢架山花園起       | $7.6     | 不適用             |
| 黃大仙站起         | $6.3     | 不適用             |
| 屯門公路巴士轉乘站 | 不適用   | $10.0              |
| 新墟街市起         | 不適用   | $5.2               |
| 菁田邨起           | 不適用   | $4.6               |

## 行車路線

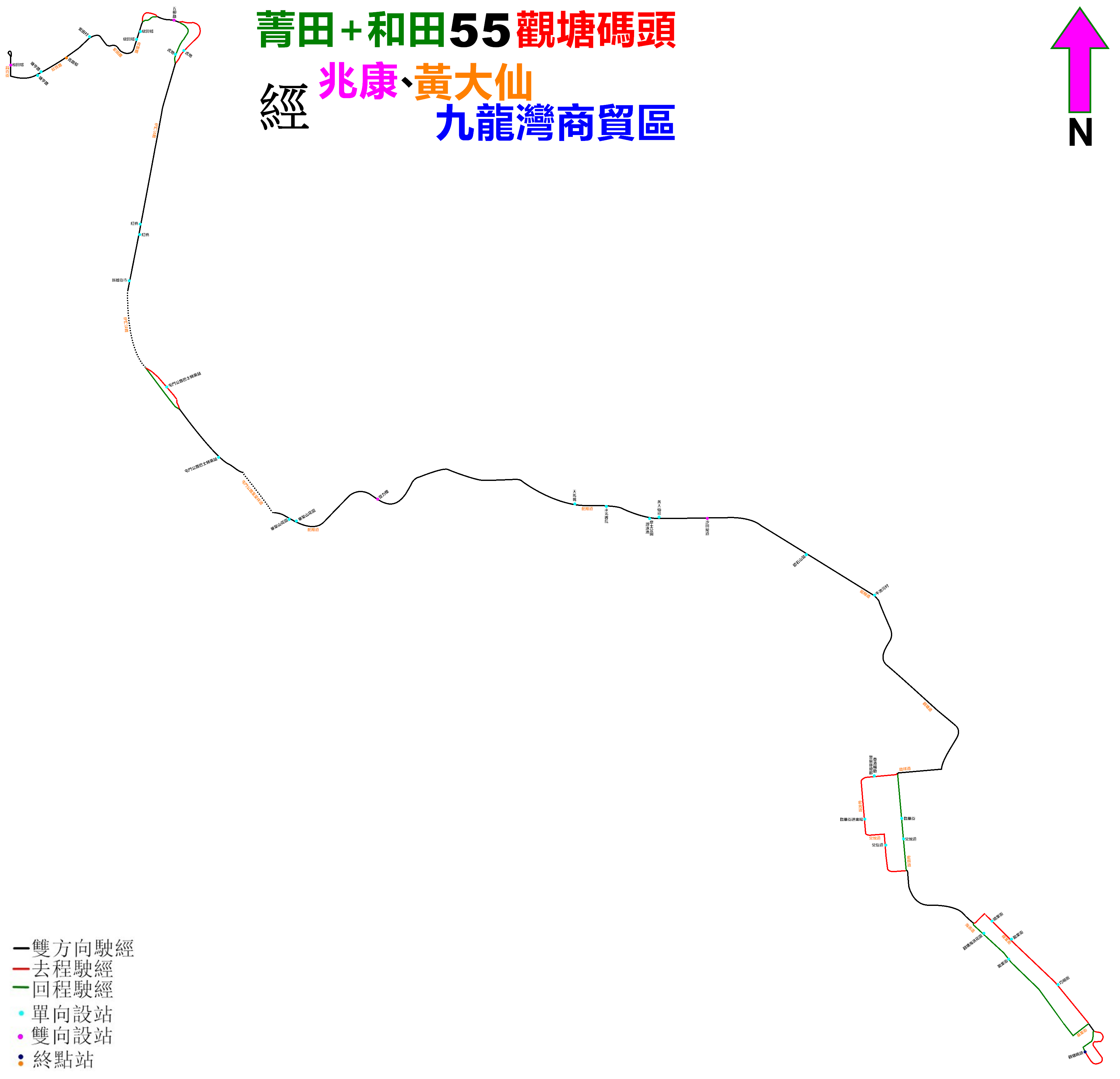
55線的走線圖

55線往觀塘碼頭方向之班次途經欣寶路（西行）、興貴街（北行）、迴旋處、興貴街（南行）、欣寶路（東行）、紫田路、青麟路、藍地交匯處、屯門公路、屯門公路巴士轉乘站、屯門公路、青朗公路（汀九橋）、青衣西北交匯處、長青公路、長青隧道、青葵公路、呈祥道、龍翔道、觀塘道、偉業街、啟祥道、宏光道、常悅道、常怡道、宏照道、海濱道、順業街、偉業街及觀塘碼頭通道；往屯門（菁田及和田）之班次途經偉業街、基業街、海濱道、宏照道、啟祥道、偉業街、觀塘道、龍翔道、呈祥道、青葵公路、長青隧道、長青公路、青衣西北交匯處、青朗公路（汀九橋）、屯門公路、屯門公路巴士轉乘站、屯門公路、藍地交匯處、青麟路、紫田路、欣寶路（西行）、興貴街（北行）、迴旋處、興貴街（南行）及欣寶路（東行），具體停站請參考資訊框。

## 使用狀況
2022年11月，運輸署在屯門區議會交通及運輸委員會會議中表示此路線早上載客量約為10%。